# Elaphoglossum pangteyi
Elaphoglossum pangteyi là một loài dương xỉ trong họ Dryopteridaceae. Loài này được Khullar & S.S.Samant mô tả khoa học đầu tiên năm 1992.
Danh pháp khoa học của loài này chưa được làm sáng tỏ. 